# Rhea County
Rhea County is een van de 95 county's in de Amerikaanse staat Tennessee.
De county heeft een landoppervlakte van 818 km² en telt 31.800 inwoners (2010). De hoofdplaats is Dayton. Rhea County ligt aan de Tennessee.

## Economie
Bij de plaats ligt de Kerncentrale Watts Bar met een reactor in bedrijf en een tweede reactor is in aanbouw. In 1973 begon de bouw en in mei 1996 kwam de eerste reactor in bedrijf. De bouw van de tweede reactor werd in 1988 geannuleerd, het deel was toen voor 80% gereed. In 2007 viel het besluit de tweede reactor alsnog te bouwen en medio 2016 zal ook deze in gebruik komen.

## Fotogalerij

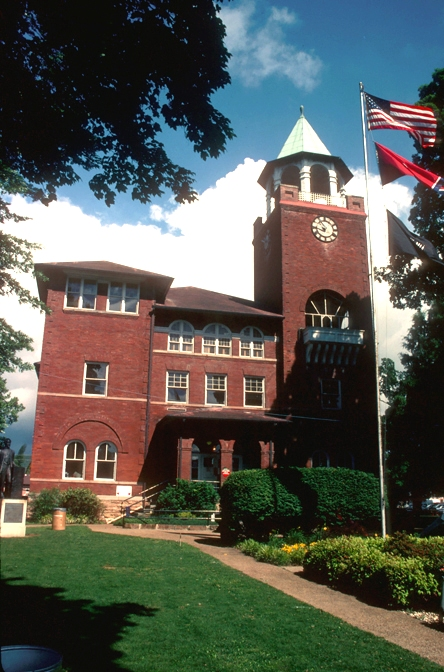
Rhea County Courthouse
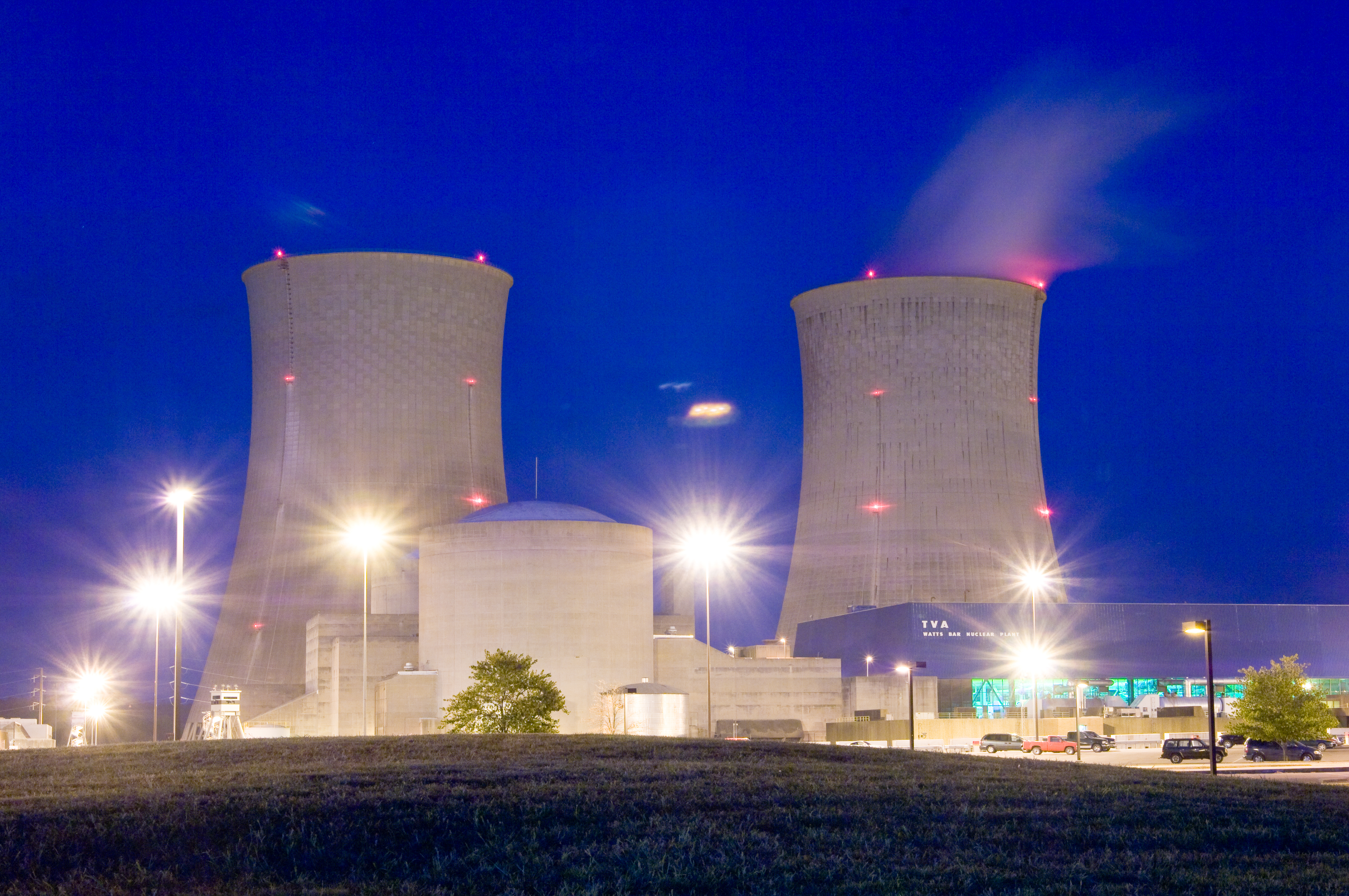
De kerncentrale Watts Bar

Anderson County · Bedford County · Benton County · Bledsoe County · Blount County · Bradley County · Campbell County · Cannon County · Carroll County · Carter County · Cheatham County · Chester County · Claiborne · Clay County · Cocke County · Coffee County · Crockett County · Cumberland County · Davidson County · Decatur County · DeKalb County · Dickson County · Dyer County · Fayette County · Fentress County · Franklin County · Gibson County · Giles County · Grainger County · Greene County · Grunby County · Hamblen County · Hamilton County · Hancock County · Hardeman · Hardin · Hawkins County · Haywood County · Henderson County · Henry County · Hickman County · Houston County · Humphreys County · Jackson County · Jefferson County · Johnson County · Knox County · Lake County · Lauderdale County · Lawrence County · Lewis County · Lincoln County · Loudon County · Macon County · Madison County · Marion County · Marshall County · Maury County · McMinn County · McNairy County · Meigs County · Monroe County · Montgomery County · Moore County · Morgan County · Obion County · Overton County · Perry County · Pickett County · Polk County · Putnam County · Rhea County · Roane County · Robertson County · Rutherford County · Scott County · Sequatchie County · Sevier County · Shelby County · Smith County · Stewart County · Sullivan County · Sumner County · Tipton County · Trousdale County · Unicoi County · Union County · Van Buren County · Warren County · Washington County · Wayne County · Weakley County · White County · Williamson County · Wilson County